# School Days (Chuck Berry)
School Days, conosciuta anche come School Day (Ring! Ring! Goes the Bell), è una canzone di Chuck Berry pubblicata dalla Chess Records sul singolo School Day (Ring! Ring! Goes The Bell)/Deep Feeling nel 1957.
Si tratta di uno dei brani più celebri di Berry, considerato un vero e proprio Standard rock and roll. Originariamente la canzone venne pubblicata su singolo, e solo successivamente venne inclusa nell'album After School Session. 

## Il brano
Il testo del brano racconta una tipica giornata a scuola di uno studente, con tutti gli affanni, i problemi, e le speranze di un adolescente.
L'ultima strofa della canzone contiene la celebre frase: «Hail, hail rock and roll / Long live rock and roll». Hail! Hail! Rock and Roll divenne il titolo di un film documentario del 1987 riguardante il concerto celebrativo organizzato da Keith Richards per il sessantesimo compleanno di Berry.
L'arrangiamento musicale della canzone sarà riproposto pari pari da Chuck Berry stesso nel 1964, per la composizione di No Particular Place to Go.

## Formazione
- Chuck Berry – voce e chitarra solista
- Johnnie Johnson – pianoforte
- Willie Dixon – basso
- Fred Below – batteria

## Cover
- Don Lang nel 1957 su singolo che raggiunse la posizione numero 26 in classifica in Gran Bretagna.
- Gli AC/DC registrarono una versione di School Days per il loro secondo album, T.N.T.
- Il glam-rocker Gary Glitter, con il titolo School Day (Ring! Ring! Goes The Bell) sul suo album Glitter nel 1972.
- Gli Iron City Houserockers sul loro album compilation Pumping Iron & Sweating Steel: The Best of the Iron City Houserockers.
- School Days è stata reinterpretata anche dai The Beach Boys sul loro disco del 1980 Keepin' the Summer Alive con Al Jardine alla voce.
- School Days è stata fatta oggetto di cover anche dal pianista e cantante blues Ann Rabson.
- Lil Rob sul disco The Album, con il titolo Street Dayz, e con un testo modificato.
- Elvis Presley eseguì la canzone durante un concerto del 1976. La versione venne catturata su nastro e successivamente inclusa nel bootleg A Hot Winter Night in Dallas.
- I Led Zeppelin dal vivo nei loro concerti. In particolare c'è la registrazione della canzone durante il soundcheck al Chicago Stadium il 6 luglio 1973.
- Gli Ol' 55 inserirono una cover del brano nel loro album Take It Greasy.[1]

## Curiosità
- Una versione di School Days è stata inclusa nell'album The Simpsons Sing the Blues con alla voce Buster Poindexter e Bart Simpson.